# ŠEAL 100
ŠEAL 100 je trolejbus, vyrobený v letech 1987 a 1997 v počtu tří kusů podnikem Škoda Ostrov a sarajevskými firmami Energoinvest a Vaso Miskin Crni.

## Konstrukce
ŠEAL 100 (Škoda – Energoinvest – Alusuisse) je dvounápravový trolejbus, jehož karoserie je vyrobena z hliníku na základě koncepce švýcarské firmy Alusuisse. V pravé bočnici se nacházejí troje dvoukřídlé skládací dveře. Elektrickou výzbroj shodnou s trolejbusem Škoda 14Tr, rošt a nápravy dodala Škoda Ostrov, vozovou skříň vyrobila sarajevská vagónka Vaso Miskin Crni a konečnou montáž prototypu realizovala v Sarajevu firma Energoinvest.

## Dodávky trolejbusů
V letech 1987–1997 byly vyrobeny tři trolejbusy ŠEAL 100.
| Současný stát       | Město    | Článek | Roky dodávek | Počet vozů | Evidenční čísla při dodání | Poznámky       | Zdroj |
| ------------------- | -------- | ------ | ------------ | ---------- | -------------------------- | -------------- | ----- |
| Bosna a Hercegovina | Sarajevo | článek | 1987–1997    | 3          | 627, 4228, 4229            | 627 – prototyp | [ 2 ] |

Prototyp č. 627 byl vyroben v roce 1987. Na konci 80. let byly dodány také komponenty pro další dva vozy, které ale byly smontovány až po skončení války v roce 1997. Všechny trolejbusy ŠEAL 100 byly z provozu vyřazeny v polovině prvního desetiletí 21. století, prototyp (od roku 2001 s číslem 4232) v roce 2004, ostatní vozy roku 2006.